# Henning Rübsam
Henning Rübsam (* in Marburg) ist ein Choreograf und Tänzer mit Wohnort in New York City. Er ist künstlerischer Leiter des Tanzensembles Sensedance, fest angestellter Choreograf des Hartford City Ballet und Dozent an der Juilliard School.

## Leben
Rübsam wurde in Marburg geboren, wo er im Alter von fünf Jahren seinen ersten Ballettunterricht erhielt. Er studierte bei André Doutreval in Kassel, an der Ballettschule der Hamburger Oper und erhielt einen B.F.A. Grad in Tanz von The Juilliard School. Einige Sommer lang studierte er an der Internationalen Sommerakademie des Tanzes in Köln.
Nach seinem Umzug nach New York noch in jugendlichem Alter zählten anfangs unter anderen Martha Hill und Elizabeth Keen zu seinen Mentoren. Als Student an der Juilliard School belegte er klassischen spanischen Tanz, studierte indischen Tanz bei Indrani Rahman, belegte einen Sommerintensivkurs an der School of American Ballet, trat auf als Faun im Nijinsky-Debussy-Ballett, spielte eine Hauptrolle in einem Tanzfilm am Sundance Institute, wo er mit Diane Coburn-Bruning, Michael Kidd und Stanley Donen arbeitete, und ging mit der Limón Dance Company auf eine internationale Tournee.
Nach seinem Abschluss gründete er sein eigenes Ensemble Sensedance und tanzte weiter mit anderen Choreografen, und zwar mit Duncan Macfarland, Murray Louis und insbesondere Alwin Nikolais. Rübsam fand seinen nächsten Mentor in Beverly Schmidt Blossom, deren Werke er nach dem Ableben von Nikolais aufführte. Sein Interesse an frühem Modern Dance führte zu Gastauftritten mit Repertoireensemblen in Werken von Isadora Duncan, Doris Humphrey und Anna Sokolow.
Sein frühes Werk Schubert: Lieder (1991) und sein episches Solo Sand zu Chopin (1993) verdanken Einflüsse von José Limón, aber seine unabhängige Handschrift war schon früh sichtbar, da Rübsam Melodien in Bewegung schaffen konnte, die mit der Musik plauderten und debattierten anstatt sie widerzuspiegeln. Rübsam erschien als Gasttänzer mit einer Vielzahl von zeitgenössischen Choreografen und nutzte seine eigene Kompanie als Experimentierraum für Ideen, die vom Arrangement biblischer Geschichten zu Live Begleitung durch einen 27-köpfigen Chor an der St.-Markus-Kirche in Carissimis Jephte reichen bis zu viszeralen Bewegungsexperimenten in einer evolutionären Safari mit dem Titel Dolphins and Antelopes (1996). Dafür als auch für die weiteren Werke Moonpaths (1998), Dinner is West (2005) und Tenancy (2011) kommissionierte er Kompositionen von seiner Mitstudentin an der Juilliard School Beata Moon. Außer mit Moon arbeitete er mit zahlreichen Komponisten und Musikern zusammen, darunter Ricardo Llorca und Leslie Wildman sowie Designern unterschiedlicher Kunstfächer, z. B. Fabio Toblini.

## Auszeichnungen
Zu Rübsams vielen Ehrungen zählen eine Jerome L. Greene Fellowship, eine Lincoln Center Fellowship, ein Manhattan Spirit Award als „best male dancer“ im Jahr 1997, eine Choreografieauszeichnung vom Stephens College 2000, eine Auszeichnung für sein Eintreten mit Dancers Responding to AIDS 2004 und im Jahr 2009 die Auszeichnung als „Bedeutender Künstler“ vom Bergen Community College, die zum ersten Mal an einen Tänzer ausgegeben wurde.

## Bühne, Film, Interessenvertretung und Journalismus
Rübsam arbeitet auch im Theater und in der Oper sowohl als Choreograf und Intendant. Er war Gastchoreograf und Dozent in Ballettkompanien, zeitgenössischen Tanzkompanien und Universitäten in Nord- und Südamerika sowie Australasien und Europa. Rübsam war der erste Redner zum Thema Tanz auf der Gel-Konferenz 2007 und leitete ein Seminar an der Gel 2011.
Er ist ein bekannter Interessenvertreter für seine Kunstform und hat für das Lincoln Center Young Patrons Programm Vorlesungen gegeben. Im Dezember 2010 veranstaltete er ein Forum mit Choreografiekollegen Robert Garland, Matthew Neenan und Luca Veggetti an der Juilliard School.
Seine Artikel zu Tanz erschienen im Dance Magazine und dessen jährlichem Stern’s Performing Arts Directory, Pointe Magazine, Ballet Review, The Juilliard Journal und er war der amerikanische Korrespondent für die europäische Zeitschrift Dance-for-You. Rübsam trat im Dokumentarfilm Behind the Curtain auf und ist seit langem Vorstandsmitglied der Martha Hill Dance Stiftung. Im Herbst 2011 führte Classic Talk ein zweiteiliges Interview mit Rübsam, anlässlich des zwanzigjährigen Jubiläums seines Ensembles.

## Choreografische Entwicklung und Dozentenkarriere
Seit seiner Arbeit mit der verstorbenen Primaballerina Assoluta Eva Evdokimova Anfang 2000 hat seine choreografische Arbeit Ballettvokabular miteinbezogen. 2002 schuf er ein hochangesehenes Solowerk für Evdokimova und begann 2004 mit der Einführung von Spitzenarbeit in sein eklektisches Repertoire und zog Tänzer vom American Ballet Theatre, dem Dance Theatre of Harlem und dem New York City Ballet an. Seine Kompanie SENSEDANCE führte seine Impending Visit (Musik: Rafael Aponte-Ledée) zum ersten Mal 2009 an der Fiesta Iberoamericana de las Artes in San Juan, Puerto Rico, auf. Er repräsentierte die Vereinigten Staaten als Kulturbotschafter beim Danza Nueva Festival in Lima und auf einer darauffolgenden Tour mit seiner Kompanie durch Peru im Jahr 2010. Im Herbst 2006 trat er dem Juilliard Kollegium bei, wo er ein Programm zur Würdigung des Tanzes für die breite Öffentlichkeit einrichtete. Zu Anfang desselben Jahres wurde er als Hauschoreograf an das Hartford City Ballet berufen. 2015 war er Gründungsmitglied der Beverly Blossom Foundation.

## Tänzer und Studenten
Zu seinen bekannten Schülern und Gasttänzern gehören Violetta Klimczewska, Ramon Thielen, Andrea Long, Carlos Molina, Dartanion Reed, Christine Reisner, sowie Samuel Lee Roberts und Akua Noni Parker, beide vom Alvin Ailey American Dance Theater.

## Zitate
“Mr. Rübsam has steadily followed his own drumbeat, though in the case of his cheerfully humanist choreography the sound might more appropriately be that of a flute.”

“HALF-LIFE and Göttingen poignantly tackle the big questions and put Rübsam forth as the Anselm Kiefer of dance.”

## Werke
Zu seinen Werken gehören:
- Schubert: Lieder (1991)
- After Yet Another Fall (1992) – Originalmusik: Beata Moon
- Folk Tales (1992)
- Erect Secrets (1993) – Originalmusik: Christopher Buchenholz
- Sand (1993)
- Kingdom (1993)
- Lie (1994)
- Sunshine (1994)
- Jephte (1995)
- Ginger: My Story (1995)
- Dolphins and Antelopes (1996) – Originalmusik: Beata Moon
- Ode (1996)
- Brass Blues (1997)
- Art of Love (1997) – Tribut an Laura Nyro
- Moonpaths (1998) – Originalmusik: Beata Moon
- Carousel (1999)
- Rhapsody (1999)
- Be Good (2000)
- Voices of Spring (2000)
- Addicted (2001)
- Brahms: Double Concerto (2001)
- Listeners borne as bone (2002) – Originalmusik: Kevin James
- The End of Innocence (2002) – Musik: Ricardo Llorca
- Litanei & Frühlingsglaube (2002) – für Prima Ballerina Eva Evdokimova
- On The Fritz (2002)
- Safari (2002) – Musik: Beata Moon
- Garden (2003)
- Petit Pas (2003)
- Chorale (2004) Musik: Ricardo Llorca
- Django (2004)
- Quartet (2004) – Musik: Ricardo Llorca
- Herman Sherman (2004)
- Dinner is West (2005) – Originalmusik: Beata Moon
- The Dance Bag (2005)
- Burque Bosque (2006) Musik: Beata Moon
- Basie's Basement (2006)
- Merciless Beauty (2006) – Musik: Leslie Wildman
- Caves (2006) – Musik: Ricardo Llorca
- Göttingen (2006)
- Amaranthine Road (2007) – Musik: Beata Moon
- Innocence (2007) – Musik: Ron Mazurek
- The Secret (2007) – Musik: Beata Moon
- Inter-Mez-Zo (2008) – Musik: Beata Moon
- Guernica (2008) – Musik: Beata Moon
- Final Bell (2008) – Musik: Ron Mazurek
- Scherzo (2008) – Hartford City Ballet
- Cloudforest (2008) – SENSEDANCE am Alvin Ailey Citigroup Theater – NY, NY
- Impending Visit (2009) – at Festival Fiesta Iberoamericana de las Artes – San Juan, Puerto Rico
- José Antonio (2010) – Danza Nueva Festival – Lima, Peru
- Dvorák 8/3 (2010) – Texas Academy of Ballet
- HALF-LIFE (2011)
- Nonet (2011) – Musik: Ricardo Llorca
- Tenancy (2011) – Originalmusik: Beata Moon
- HALF-LIFE 102 (2012)
- obsession | calm (2012) – Musik: Ernest Bloch
- Brahms Dances (2012)
- Borders (2013)
- Sarao (2013) – Musik: Ricardo Llorca
- An einsamer Quelle (2013)
- Russian Lesson (2013)
- And There was Morning (2015) – Originalmusik: Beata Moon
- Grand Canyon (2015) – Musik: Matt Siffert
- Combat del Somni (2015) – Musik: Ricardo Llorca
- Papa's Porter (2015) – Musik: Cole Porter, Hildegard Knef
- Blackpatch (2016) – Musik: Laura Nyro
- Hungarian Dances (2016) – Musik: Bartok